# إلهام أمين زاده
إلهام أمين زادة (مواليد مدينة شيراز عام 1964م)سياسية من حزب الأصوليين(المبدئيين) وأكادمية إيرانية وهي أول امرأة تشغل منصب نائبة الرئيس للشؤون القانونية في تاريخ هذا البلاد.

## نشاطاتها السياسية والإجتماعية
هي قد تصدّت لمنصب نيابة الرئيس الإيراني حسن روحاني في الشئون القانونية في السنوات الثلاثة الأولي من حكومته، ومن ضمن مناصبها السياسية يمكن الإشارة إلي نيابتها في مجلس الشوراء الإسلامي في دورته السابعة لمدينة طهران، ويمكن الإشارة إلي عدد من مناصبها وإنجازاتها في فترة نيابتها في المجلس، وهي نيابة رئيس لجنة السياسة الخارجية التابعة للجنة الأمن الوطني والسياسة الخارجية للمجلس، والمسؤولة عن موضوع سنّ قوانين وصيانتها بشأن التأمين الصحّي لطبّ الأسنان، وحقوق المرأة والمصابين و المعاقين بسبب القنابل الكيمياوية. وأيضاً الرئيسة للجنة الدول الآسيوية بشأن قضايا المرأة في باكستان وفلندا، و الرئيسة للهيئة البرلمانية المشاركة في مؤتمر حقوق المرأة بنرويج، والعضوية في اللجنة القانونية التابعة للمجلس الأعلي للإيرانيين النازحين والمغتربين، والرئيسة للجنة الصداقة بين إيران وفلندا. ومن مناصبها في مجال الإدارة التنفيذية يمكن الإشارة إلي معاونية عميد كلية القانون والعلوم السياسية لجامعة طهران، و رئاسة لجنة البحوث لجمعية دعم المعاقين بسبب القنابل الكيمياوية، والعضوية في اللجنة العلمية للقمّة العالمية ضد الإرهاب من أجل السلام وتحقيق العدالة، والعضوية في لجنة القانون والسياسة لجمعية الدفاع عن الشعب الفسلطيني.

## سوابقها العلمية
قد نالت شهادة الدكتوراه في فرع القانون الدولي من جامعة غلاسكو ببريطانيا.

## المواقف
لم تكن الدكتورة أمين زاده شخصية تتعرض للأعمال الهامشية طيلة نشاطاتها السياسية، وقد قالت في مقابلة: إنّنا لو تطرّقنا إلی الأعمال الهامشية فسيضجر ذلك الشعب وسنصبح نحن الخاسرون.